# K-25

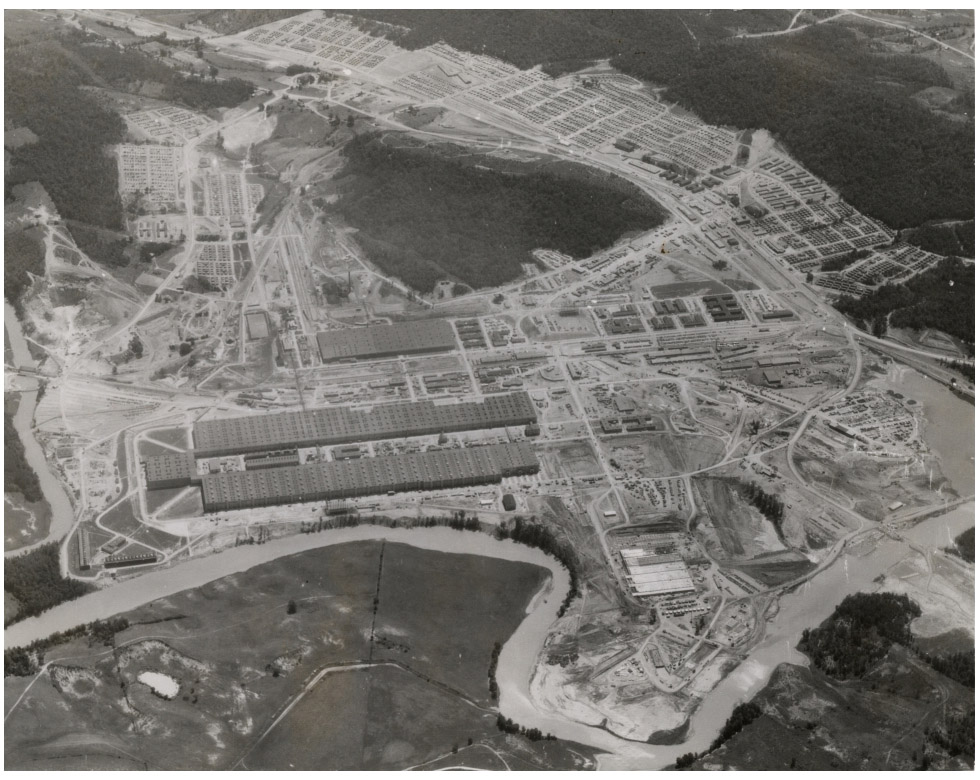
K-25 — два параллельных корпуса, соединённых сбоку перемычкой

К-25 — одна из крупнейших установок по обогащению урана в рамках Манхэттенского проекта. Для этого были сооружены громадные установки, которые с помощью метода газовой диффузии выделяли оружейный уран-235 из урановых руд. Так как этот способ обогащения урана очень энергозатратный, К-25 оказался одним из крупнейших потребителей энергии США. В 1954 году город Ок-Ридж потреблял 10% всей вырабатываемой в США электроэнергии. На момент создания завод был самым большим зданием в мире под одной крышей.
До своего сноса в апреле 2010 года К-25 располагалось в юго-западной части города Ок-Ридж, Теннесси, США.

## Строительство
Строительство началось в июне 1943 года, и в начале 1945 уже было завершено. К этому времени К-25 стал крупнейшим сооружением мира и самым дорогим сооружением в рамках Манхэттенского проекта. Расходы на строительство составили 512 миллионов долларов. Строительные работы были настолько масштабны, что к строительству было привлечено сразу множество строительных фирм одновременно. Сооружение выполнено в форме большой буквы U длиной порядка 800 м и шириной 300 м. Таким образом, по занимаемой площади К-25 превышает Пентагон. В качестве примера давления времени, под которым находились строители К-25, можно упомянуть факт, что строительство было начато ранее, чем сама технология газовой диффузии была полностью разработана.

## Эксплуатация
В 1944 году в здании работало более 25 000 человек. Большая часть из них не знала, над чем они работают. Чтобы разместить рабочих, в непосредственной близости был сооружён микрорайон Happy Valley, в котором сначала 15 000 рабочих жили в жилищных вагончиках.
Примерно в конце 1944 года началось производство U-235. Большая часть урана, примененного для атомной бомбардировки Хиросимы в бомбе Малыш, была изготовлена в К-25.
После окончания Второй мировой войны производство продолжилось. Газовая диффузия в те времена была единственным методом разделения изотопов, применявшимся в промышленных масштабах. Во времена Холодной войны во многих других местах США были возведены похожие установки.

## Прекращение эксплуатации
Уже в 60-е годы выработка оружейных изотопов на К-25 начала приостанавливаться. Окончательно производство было закрыто в 1987 году. С тех пор здание начало быстро разрушаться. Так как здание было радиоактивным, доступ на территорию сооружения без особого разрешения был запрещён.

## Снос
В 2008 году Министерство энергетики США приняло решение о сносе сооружения. Разруха в наскоро сооруженном в 40-х годах и окончательно заброшенном в 80-х годах здании достигла такой степени, что представляла опасность работникам, занятым сносом здания. В некоторых местах провалился потолок, треснули колонны. В соответствии с планом сноса, к концу 2011 года фирма Bechtel Jacobs закончила работы по сносу. Тем не менее, ещё предстоят некоторые необходимые работы по дезактивации местности.
В апреле 2010 года было заявлено, что наименее зараженная часть здания — нижняя часть буквы U — будет реставрирована и сохранена в качестве памятника.